# فاصل دوامي
الفاصل الدوامي أو الفرازة الدوارة أو الدوامة الصناعية أو الفرازة الدوامية أو جهاز الفصل الإعصاري جهاز يفصل الجسيمات المعلقة عن تيار مائع (هوائي أو غازي أو سائل) بدون استخدام مرشحات، ويستغل ظاهرة الدوامة. يستغل الجهاز تأثيرات الدوران والجاذبية لفصل الصلب عن المائع. ويمكن لهذه طريقة أيضا أن تفصل قطيرات السائل عن تيار غازي.
يعمل وفق مبدأ يشبه الطاردة المركزية إلا أنه يعمل بتحريك محتوياته وتبقى جدرانه ثابتة.

فاصل دوامي تخرج فيه الشوائب في ذات الاتجاه
فاصل دوامي تخرج فيه الشوائب في عكس الاتجاه
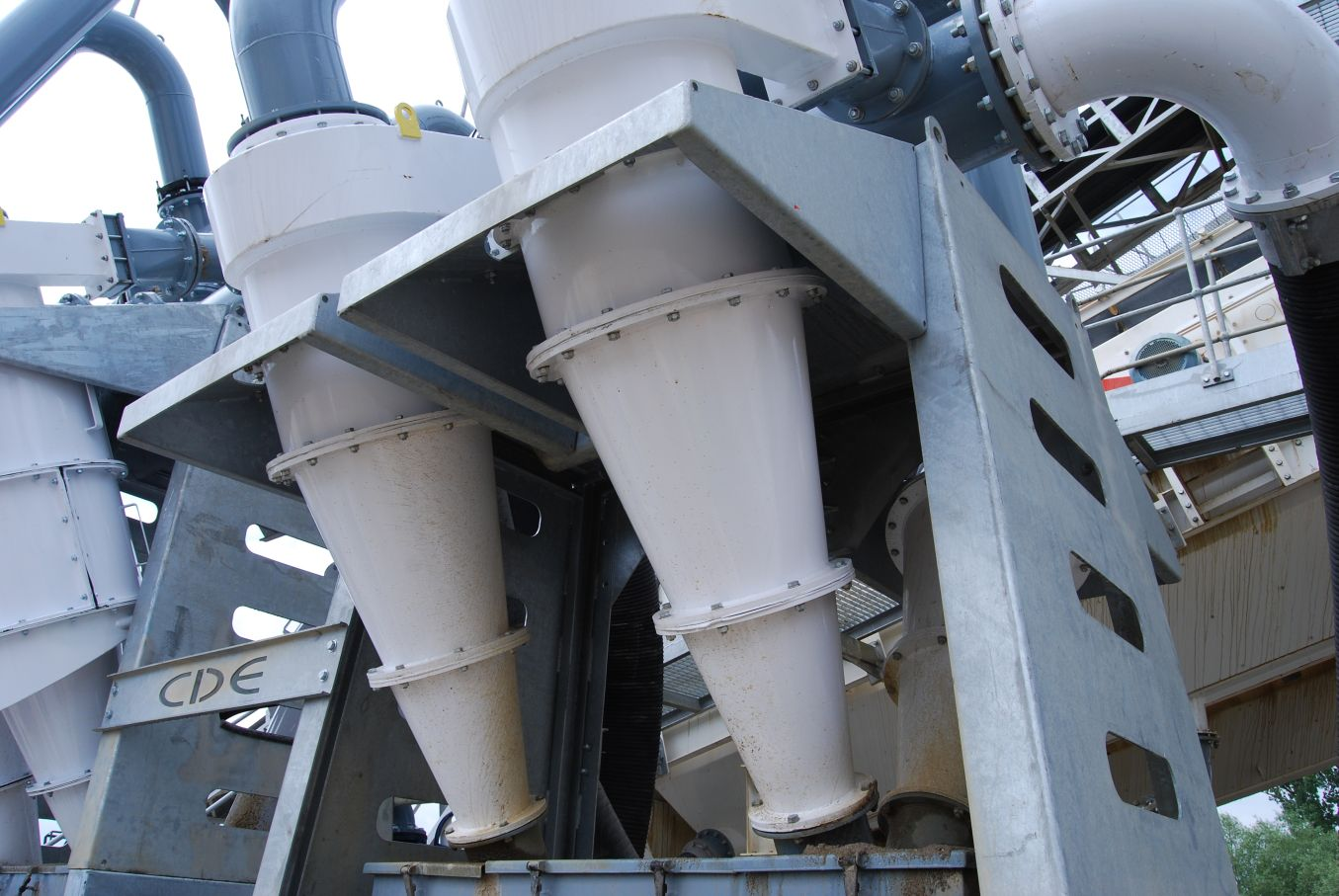
فاصل دوامي في معدات صناعية لغسيل الرمال
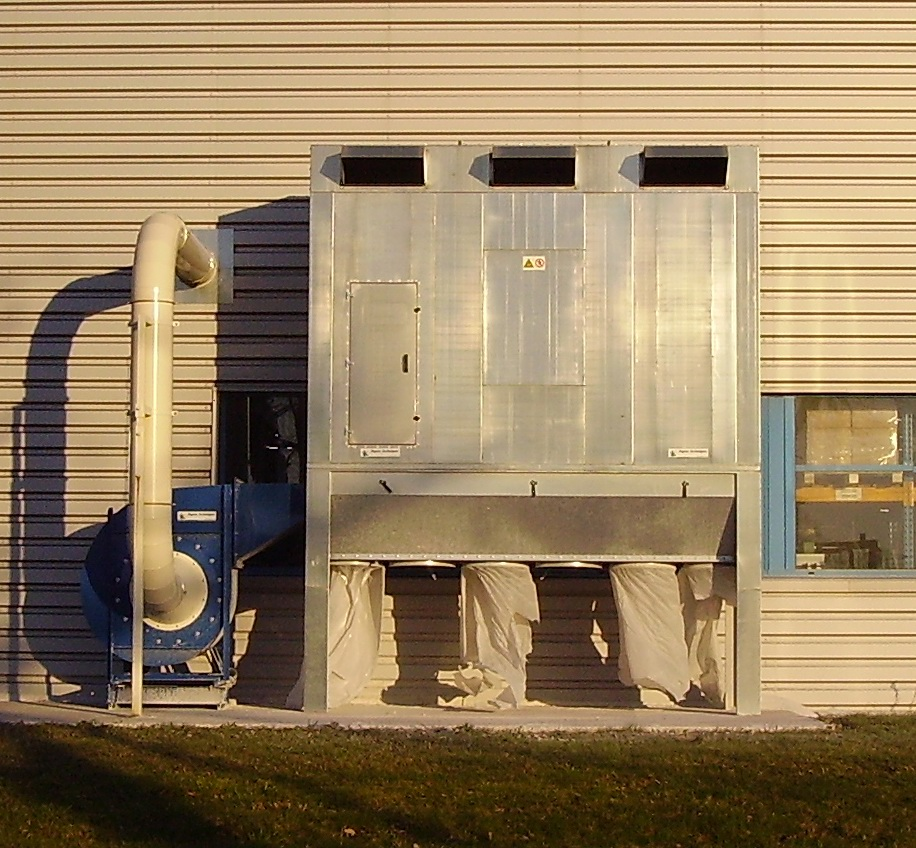
فاصل دوامي معدّ لتنقية الهواء